# 기립박수

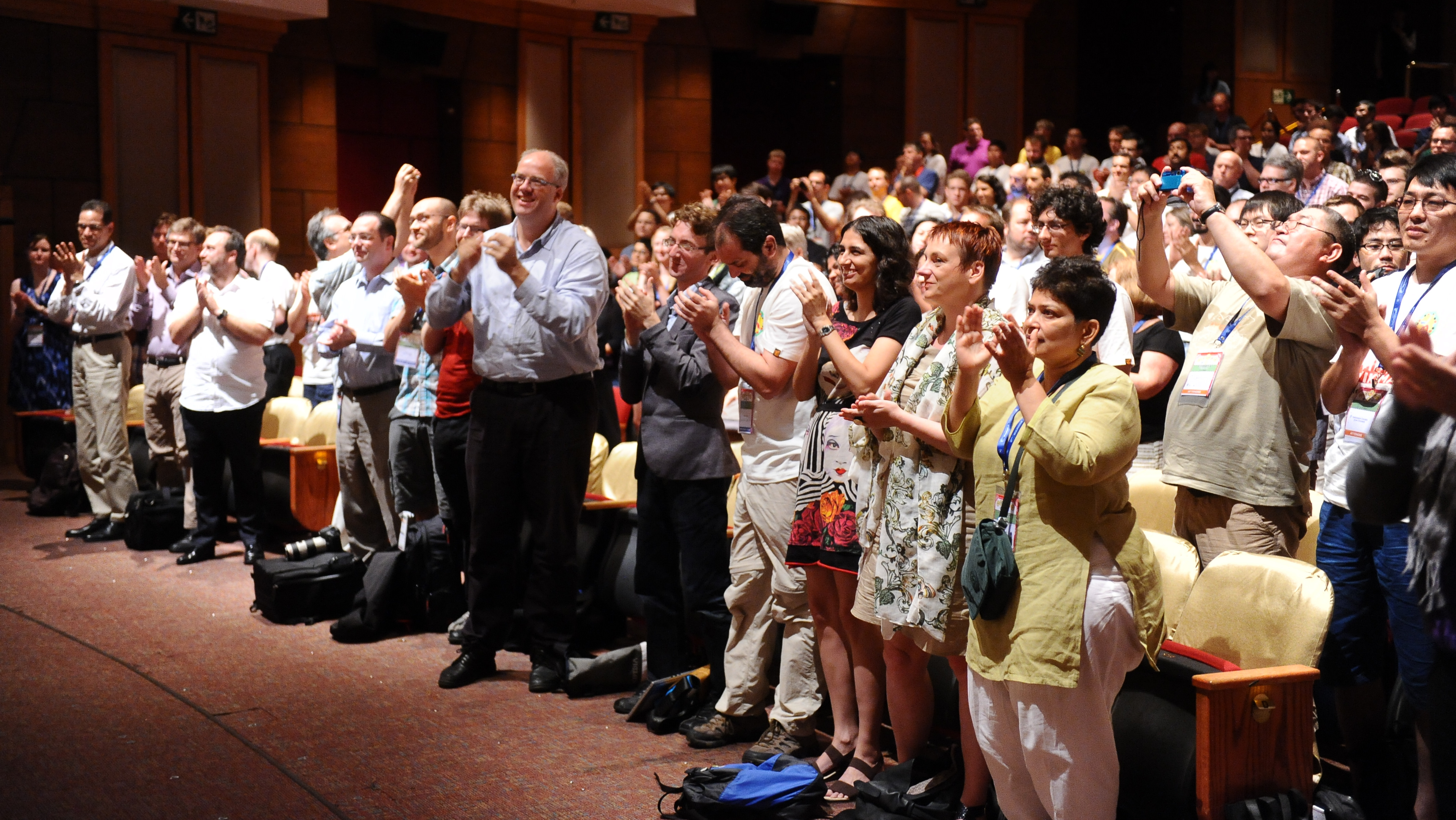
기립박수하는 사람들

기립박수(起立拍手, 영어: standing ovation)는 연주회나 스포츠 이벤트 등에서 관객이 일어나서 박수를 하는 것을 의미한다. 멋진 연주와 연기, 경기에 감동한 관객에 의한 최대한의 찬사이다. 반대로 비난하는 경우는 야유라고 한다.